# Quế Hiệp
Quế Hiệp là một xã thuộc huyện Quế Sơn, tỉnh Quảng Nam, Việt Nam.
Xã Quế Hiệp có diện tích 40,24 km², dân số năm 2019 là 3.971 người, mật độ dân số đạt 99 người/km².

## Hành chính
Hiện nay, xã Quế Hiệp có 03 thôn: Lộc Thượng, Nghi Sơn, Trung Hạ.